# Simat de la Valldigna
Simat de la Valldigna község Spanyolországban, Valencia tartományban. Simat de la Valldigna Benifairó de la Valldigna, Xeresa, Barx, Quatretonda, Barxeta, Carcaixent, Pinet, Valencia, Xàtiva, Alzira, Xeraco és Rafelguaraf községekkel határos. Lakosainak száma 3289 fő (2024).

## Népesség
A település népessége az utóbbi években az alábbiak szerint változott:
| Lakosok száma | 3079 | 3291 | 3419 | 3700 | 3705 | 3513 | 3297 | 3329 | 3271 | 3289 |
|               | 2001 | 2004 | 2007 | 2009 | 2012 | 2014 | 2017 | 2019 | 2022 | 2024 |